# Штерба-Бём, Ана
Ана Штерба-Бём (словен. Ana Štěrba-Böhm), урождённая Ана Енко (словен. Ana Jenko; 9 июня 1885, Любляна — 22 июля 1936, Прага) — чехословацкая женщина-химик словенского происхождения, первая в истории словенской науки женщина-доктор наук по химии и первая женщина, защитившая диссертацию по физике и химии (1911 год, Карлов университет). Супруга чехословацкого химика Яна Станислава Штербы-Бёма.

## Биография и деятельность
Родилась 9 июня 1885 года в Любляне. Мать — Терезия Мария Ленче (словен. Terezija Marija Lenče, 1858—1938), в замужестве Енко. Отец — Лудвик (Людевит) Енко (словен. Ludvik (Ljudevit) Jenko), в 1869 году в Вене получил медицинское образование. Терезия Енко училась у сестёр-урсулинок в Любляне и затем в Баварии, один год провела в Москве, помогала мужу в ординатуре и активно участвовала в культурной жизни как сторонница панславизма. В семье было четверо детей, которые получили высшее образование: особенно известна старшая сестра Аны Элеонора Енко-Гройер, первая женщина-врач в истории Словении.
Подробной информации о ранних годах жизни Аны не сохранилось. Есть версия, что она училась в первой гимназии Любляны, которая была единственным способом напрямую попасть в университет, поскольку в то время простые девушки в гимназию не попадали. В 1906 году после окончания средней школы Ана поступила в университет Карла Фердинанда на философский факультет, где изучала философию. В поданных ею документах она сообщила, что посещала лекции по высшему образованию для женщин в Императорском Санкт-Петербургском университете.
Ана отучилась пять семестров на заочном отделении, прежде чем перейти на очное. Среди её учителей были Богуслав Браунер (теоретическая и физическая химия), Богумил Кужма (неорганическая химия) и будущий супруг Ян Станислав Штерба-Бём (история химии). В университете она также изучала минералогию, экспериментальную физику, математику, историю философии, чешский и немецкий языки. В семестре 1911 года она вела работу над докторской диссертацией о разделении и определении трёх органических кислот: янтарная, яблочная и винная. Название её диссертации — «Исследование определения и разделения кислот: янтарной, яблочной и винной» (чеш. Studie o stanovení a dělení kyselin: jantarové, jablečné a vinné, словен. Študija o določanju in delitvi kislin: jantarne, jabolčne in vinske).
22 июля 1911 года на философском факультете Карлова университета в Праге Ана, сдав устные экзамены по химии, физике, иностранному языку и философии, получила степень доктора наук. Это достижение было отмечен в некоторых словенских газетах: она стала первой в истории Словении женщиной со степенью доктора естественных наук.

## Личная жизнь
В конце 1912 года Ана Янко вышла замуж за доцента и профессора Карлова университета Яна Станислава Штербу-Бёма (1874—1938), который учился в Сорбонне у Анри Муассан, ПЬера и Марии Кюри, получив докторскую степень в том же Карловом университете. Есть версия, что Ана также училась у Марии Кюри. После замужества Ана не продолжила вести собственные исследования, а зяналсь помощью мужу в его исследованиях, в том числе в изучении свойств скандия. В статье Штербы-Бёма 1914 года в журнале Zeitshrift für Electrochemie und Angewandte Physikalische Chemie она была указана не как полноценный соавтор статьи, а помощница, которая вместе с основным автором выполнила научную работу. В 1928—1929 годах Ян Станислав Штерба-Бём был деканом факультета естественных наук Карлова университета..
14 августа 1914 года Ана в Клагенфурте родила сына Яна Петра, который пошёл по стопам отца и под его руководством в 1937 году защитил докторскую диссертацию. Ана умерла 22 июля 1936 года в Праге после борьбы против рака и была похоронена на кладбище в пражском районе Винограды. Через два года умер её муж Ян Станислав, а в 1942 году не стало их сына.